# Función de transferencia relacionada con la cabeza

Efecto de filtrado del HRTF

Función de transferencia relacionada con la cabeza (HRTF), en inglés llamada "Head-related transfer function", es una respuesta que caracteriza cómo un oído recibe un sonido desde un punto en el espacio. A medida que el sonido golpea al oyente, el tamaño y la forma de la cabeza, las orejas, el canal auditivo, la densidad de la cabeza, el tamaño y la forma de las cavidades nasales y orales, transforman el sonido y afectan la forma en que se percibe, aumentando algunas frecuencias y atenuando otras. En términos generales, la HRTF aumenta las frecuencias de 2 a 5 kHz con una resonancia primaria de +17 dB a 2,700 Hz. Pero la curva de respuesta es más compleja que un solo golpe, afecta a un amplio espectro de frecuencias y varía significativamente de una persona a otra.
Se puede usar un el HRTF para dos oídos para sintetizar un sonido binaural que parece provenir de un punto particular del espacio. Es una función de transferencia, que describe cómo un sonido de un punto específico llegará al oído (generalmente en el extremo exterior del canal auditivo). Algunos productos de entretenimiento para el hogar diseñados para reproducir sonido envolvente de auriculares estéreo utilizan HRTF. Algunas formas de procesamiento de HRTF también se han incluido en los software de computadora para simular la reproducción de sonido envolvente de los altavoces.

## Audición en el ser humano
Los seres humanos pueden ubicar el origen de los sonidos en las tres dimensiones espaciales, así como ponderar la distancia, el cerebro, el oído interno y los oídos externos (pinna) trabajan juntos para hacer inferencias sobre la ubicación. La corteza auditiva recibe las señales de cada uno de los dos oídos por separado (señales monoaurales) y las envía a la corteza de asociación, donde son comparadas ambas señales, dando como resultado una información en forma de señal de diferencia o binaural, que combina la diferencia de tiempo de llegada y la diferencia de intensidad. Las señales monoaurales provienen de la interacción entre la fuente de sonido y la anatomía humana, en la cual el sonido de la fuente original se modifica antes de ingresar al canal auditivo para ser procesado por el sistema auditivo. Estas modificaciones codifican la ubicación de origen y pueden capturarse mediante una respuesta de impulso que relaciona la ubicación de origen y la ubicación del oído. Esta respuesta de impulso se denomina respuesta de impulso relacionada con la cabeza (HRIR). La convolución de un sonido de fuente arbitraria con el HRIR convierte el sonido al que habría escuchado el oyente si se hubiera reproducido en la ubicación de origen, con el oído del oyente en la ubicación del receptor. Los HRIR se han utilizado para producir sonido envolvente virtual.

## Como funciona el HRTF
- curva verde: oído izquierdo   XL(f)
- curva azul:   oído derecho XR(f)

El mecanismo asociado varía entre los individuos, ya que sus formas de cabeza y oreja son diferentes.
HRTF describe cómo se filtra una entrada de onda de sonido determinada (parametrizada como la frecuencia y la ubicación de la fuente) por las propiedades de difracción y reflexión de la cabeza, el pabellón y el torso, antes de que el sonido llegue a la maquinaria de transducción del tímpano y el oído interno. Biológicamente, los efectos de prefiltración específicos de la ubicación de la fuente de estas estructuras externas ayudan en la determinación neuronal de la ubicación de la fuente, particularmente en la determinación de la elevación de la fuente.

## Derivación técnica
El análisis de sistemas lineales define la función de transferencia como la relación compleja entre el espectro de la señal de salida y el espectro de la señal de entrada en función de la frecuencia. Blauert, definió inicialmente la función de transferencia como la función de transferencia de campo libre (FFTF). Otros términos incluyen la función de transferencia de campo libre a tímpano y la transformación de presión del campo libre al tímpano. Las descripciones menos específicas incluyen la función de transferencia de pabellón auricular, la función de transferencia de oído externo, la respuesta de pabellón auricular o la función de transferencia direccional (DTF).
La función de transferencia H(f) de cualquier sistema lineal invariante en el tiempo a la frecuencia f es:
H(f) = Salida(f) / Entrada(f)
Por lo tanto, un método utilizado para obtener la HRTF desde una ubicación de fuente dada es medir la respuesta al impulso relacionada con la cabeza (HRIR), h(t), en el tímpano para el impulso Δ(t) colocado en la fuente. La HRTF H(f) es la transformada de Fourier de la HRIR h(t).
Incluso cuando se mide una "cabeza ficticia" de geometría idealizada, las HRTF son funciones complicadas tanto en frecuencia y las tres variables espaciales. Sin embargo, para distancias superiores a 1 metro desde la cabeza, se puede decir que la HRTF se atenúa inversamente con el rango. Es este campo lejano HRTF, H(f, θ, φ), lo que más se ha medido. En un rango más cercano, la diferencia en el nivel observado entre los oídos puede crecer bastante, incluso en la región de baja frecuencia dentro de la cual se observan diferencias insignificantes en el campo lejano.
Las HRTF se miden normalmente en una cámara anecoica para minimizar la influencia de reflexiones tempranas y la reverberación en la respuesta medida. Las HRTF se miden en pequeños incrementos de θ a 15° o 30° en el plano horizontal, con la interpolación utilizada para sintetizar HRTF para posiciones arbitrarias de θ. Sin embargo, incluso con pequeños incrementos, la interpolación puede conducir a confusión en la parte delantera y la optimización del procedimiento de interpolación es un área activa de investigación.
Para maximizar la relación señal-ruido (SNR) en un HRTF medido, es importante que el impulso que se genera sea de alto volumen. En la práctica, sin embargo, puede ser difícil generar impulsos a grandes volúmenes y, si se generan, pueden ser dañinos para los oídos humanos, por lo que es más común que las HRTF se calculen directamente en el dominio de la frecuencia utilizando una onda sinusoidal de barrido de frecuencia. o utilizando secuencias de longitud máxima. La fatiga del usuario sigue siendo un problema.
La función de transferencia relacionada con la cabeza está involucrada en la resolución del Cono de Confusión, una serie de puntos donde la localización del sonido es idénticos para las fuentes de sonido de muchas ubicaciones alrededor de la parte "0" del cono. Cuando la oreja recibe un sonido, puede ir directamente por la oreja al canal auditivo o puede reflejarse desde las orejas hasta el canal auditivo una fracción de segundo más tarde. El sonido contendrá muchas frecuencias, por lo tanto, muchas copias de esta señal irán al oído todas en diferentes momentos dependiendo de su frecuencia (según la reflexión, la difracción y su interacción con las frecuencias altas y bajas y el tamaño de las estructuras de la señal). Estas copias se superponen entre sí, y durante esto, ciertas señales se mejoran (donde las fases de las señales coinciden), mientras que otras copias se cancelan (donde las fases de la señal no coinciden). Esencialmente, el cerebro está buscando muescas de frecuencia en la señal que corresponden a direcciones particulares de sonido conocidas.
Al evaluar la variación a través de los cambios entre el oído de la persona, podemos limitar nuestra perspectiva con los grados de libertad de la cabeza y su relación con el dominio espacial. A través de esto, eliminamos la inclinación y otros parámetros de coordenadas que agregan complejidad. Para el propósito de la calibración, solo nos interesa el nivel de dirección a nuestros oídos, por lo tanto, un grado específico de libertad. Algunas de las formas en que podemos deducir una expresión para calibrar el HRTF son:
- Localización del sonido en el espacio auditivo virtual.

- Síntesis de la fase HRTF.

- Síntesis de magnitud HRTF.[4]

## Tecnología de grabación
Las grabaciones procesadas a través de una HRTF, como en un entorno de videojuegos (A3D, EAX y OpenAL), que se aproxima a la HRTF del oyente, pueden escucharse a través de auriculares como si fueran sonidos provenientes de todas las direcciones, en lugar de solo dos puntos a cada lado de la cabeza. La precisión percibida del resultado depende de qué tan cerca el conjunto de datos de HRTF coincida con las características de los propios oídos.
- Teoría y práctica de la función HRTF - (R.P.I.) Generalitat de Catalunya. Roger Andreu.